# Ligue de Fiume
 (mars 2023).
La mise en forme du texte ne suit pas les recommandations de Wikipédia : il faut le « wikifier ».
Les points d'amélioration suivants sont les cas les plus fréquents. Le détail des points à revoir est peut-être précisé sur la page de discussion.
- Les titres sont pré-formatés par le logiciel. Ils ne sont ni en capitales, ni en gras.
- Le texte ne doit pas être écrit en capitales (les noms de famille non plus), ni en gras, ni en italique, ni en « petit »…
- Le gras n'est utilisé que pour surligner le titre de l'article dans l'introduction, une seule fois.
- L'italique est rarement utilisé : mots en langue étrangère, titres d'œuvres, noms de bateaux, etc.
- Les citations ne sont pas en italique mais en corps de texte normal. Elles sont entourées par des guillemets français : « et ».
- Les listes à puces sont à éviter, des paragraphes rédigés étant largement préférés. Les tableaux sont à réserver à la présentation de données structurées (résultats, etc.).
- Les appels de note de bas de page (petits chiffres en exposant, introduits par l'outil «  Source ») sont à placer entre la fin de phrase et le point final[comme ça].
- Les liens internes (vers d'autres articles de Wikipédia) sont à choisir avec parcimonie. Créez des liens vers des articles approfondissant le sujet. Les termes génériques sans rapport avec le sujet sont à éviter, ainsi que les répétitions de liens vers un même terme.
- Les liens externes sont à placer uniquement dans une section « Liens externes », à la fin de l'article. Ces liens sont à choisir avec parcimonie suivant les règles définies. Si un lien sert de source à l'article, son insertion dans le texte est à faire par les notes de bas de page.
- La présentation des références doit suivre les conventions bibliographiques. Il est recommandé d'utiliser les modèles {{Ouvrage}}, {{Chapitre}}, {{Article}}, {{Lien web}} et/ou {{Bibliographie}}. Le mode d'édition visuel peut mettre en forme automatiquement les références.
- Insérer une infobox (cadre d'informations à droite) n'est pas obligatoire pour parachever la mise en page.

Pour une aide détaillée, merci de consulter Aide:Wikification.
Si vous pensez que ces points ont été résolus, vous pouvez retirer ce bandeau et améliorer la mise en forme d'un autre article.

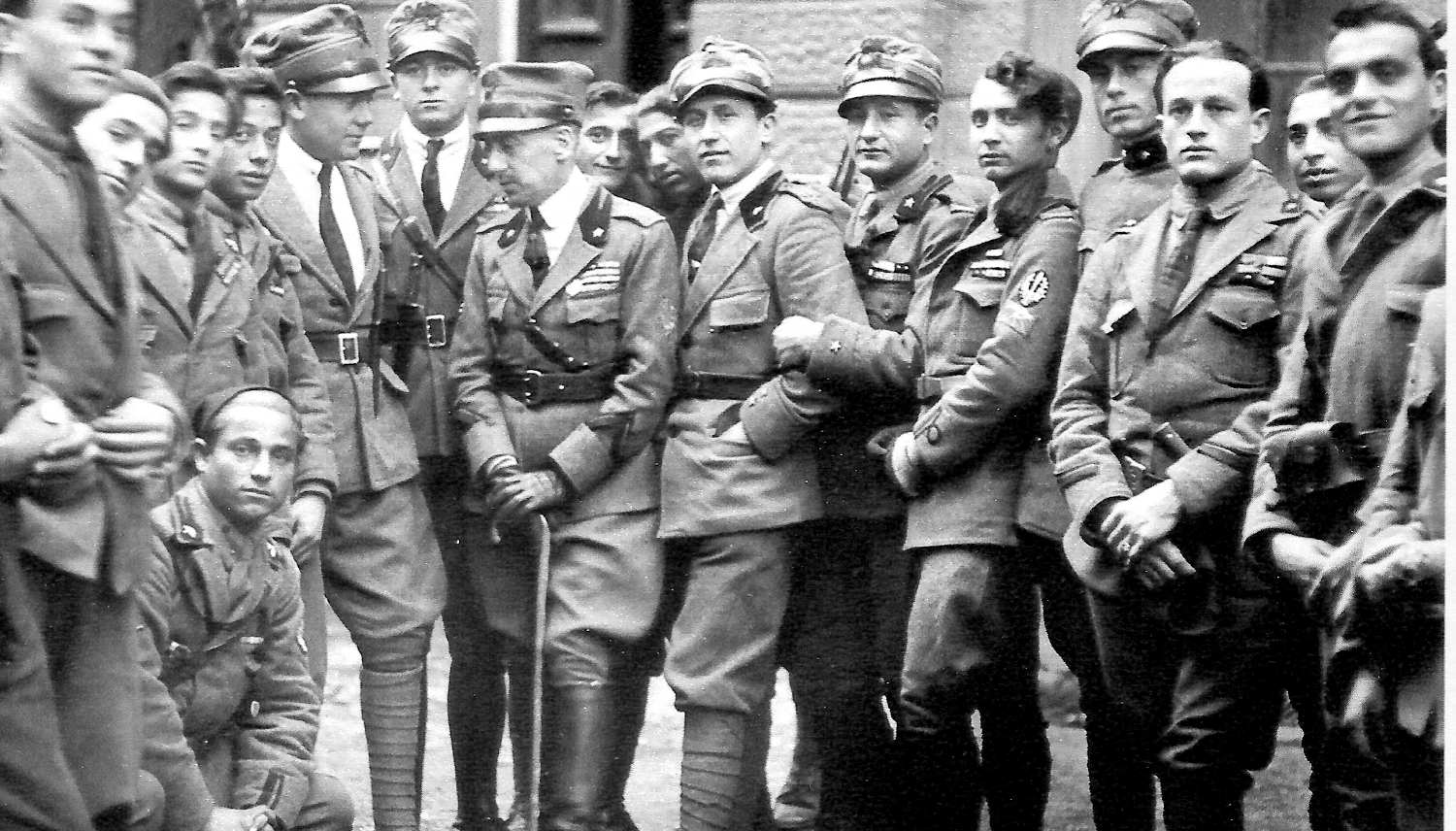
Gabriele D'Annunzio (au milieu avec une canne) avec quelques légionnaires (Arditi de l'armée royale italienne) à Fiume en 1919. A droite de D'Annunzio, face à lui, le lieutenant Arturo Avolio (commandant du département Arditi de la brigade de Bologne).

La Ligue de Fiume (italien : Lega di Fiume) a été l'une des nombreuses expériences politiques qui ont eu lieu pendant la période de la régence italienne du Carnaro, lorsque Gabriele D'Annunzio et les intellectuels qui ont participé avec lui à la création de l'État indépendant de Carnaro ont tenté d'établir un mouvement de nations non alignées. Dans leurs plans, cette ligue était censée être à l'opposé de la Société des Nations wilsonienne, qui était considérée par de nombreux intellectuels de Fiume comme un moyen de perpétuer un statu quo corrompu et impérialiste.
L'organisation était initialement destinée à aider toutes les nationalités opprimées dans leur lutte pour la dignité et la reconnaissance politiques, en établissant des liens avec de nombreux mouvements sur différents continents, mais malgré les liens avec divers groupes en lutte sur la scène internationale, elle n'a jamais trouvé le soutien externe nécessaire pour réussir. Ses héritages les plus notables restent aujourd'hui la reconnaissance par la régence de Carnaro de l'Union soviétique, première entité étatique au monde à l'avoir fait, ainsi que la reconnaissance de l'indépendance de l'État libre d'Irlande avant que le gouvernement de Grande-Bretagne ne l'ait fait, principalement grâce aux pressions du ministre Henry Furst,.

## Objectifs et aspirations
Le projet de création d'une Ligue des peuples opprimés avait des racines profondes dans la pensée de D'Annunzio, car il avait conçu sa réalisation politique de Fiume en termes « universels » presque dès le début. D'Annunzio ne se contente pas de voir le périmètre de son action limité à la ville de Fiume et il noue très tôt des contacts avec d'autres mouvements étrangers.
L'esprit directeur de la Ligue de Fiume était Léon Kochnitzky, le poète belge qui était venu à Fiume à la fin de l'automne 1919, a quitté la ville pendant la crise de décembre, puis est revenu en janvier pour devenir le chef des relations internationales du bureau des relations internationales (Ufficio Relazioni Esteriori). Cette institution, agissant avec des moyens financiers limités et avec seulement une poignée d'employés, a tenté d'obtenir le soutien de mouvements étrangers – et de puissances étrangères – au nom de la « cause » de Fiume. Dans un premier temps, Kochnitzky (avec l'aide d'Eugenio Coselschi, Ludovico Toeplitz, Giovanni Bonmartini, Henry Furst et d'autres) se contente de recueillir les déclarations de soutien des représentants des mouvements sympathisants de D'Annunzio. Au début du printemps, il y avait de nombreuses preuves qu'une "anti-Société des Nations" pourrait compter sur un large éventail de soutiens, et Kochnitzky décida de demander la création d'une organisation officielle. Il y avait de bonnes raisons d'être optimiste quant à la ligue au vu de la liste des nations et des mouvements qui étaient déjà engagés dans le projet ou qui devaient se joindre à la cause à court terme.
Kochnitzky considérait la ligue comme le moyen de briser l'ordre ancien et d'établir un monde gouverné par les principes exposés dans Italy and Life . Cela faisait donc partie du virage brutal vers la gauche qui caractérisait la politique du Commandement pendant cette période, et Kochnitzky soutenait de manière significative qu'il était essentiel d'acquérir le soutien de l'Union soviétique pour la Ligue. Il considérait cela comme inévitable, affirmant que la Russie communiste, "comme tous les éléments spirituellement vivants de notre temps", ne pouvait manquer de reconnaître la valeur de la "nouvelle Internationale". En outre, Kochnitzky a exhorté D'Annunzio à soutenir les communistes hongrois et à lancer une attaque contre le régime de Horthy. Une telle position démontrerait les principes du " Fiumanisme " sur lesquels reposerait la nouvelle ligue. De même, révélateur de la conception que Kochnitzky avait de la Ligue, une déclaration dans une note au commandant le 29 mars : « alors que la présence de représentants de la Cour du Monténégro semble peu souhaitable à Fiume pour diverses raisons, il serait plutôt utile qu'un ou plusieurs les chefs de l'insurrection monténégrine contre la Serbie étaient présents." .
La conception de Kochnitzky de la Ligue de Fiume était conforme à la conception de la république de Carnaro. Tous deux ont engagé le Commandement dans une alliance avec les forces socialistes radicales, et tous deux ont démontré la volonté de D'Annunzio d'embrasser les principes fondamentaux de la gauche européenne. Dès lors, les projets de ligue subirent de fortes pressions: la position interne du Commandement étant fragilisée par les attentats du Conseil national, et lorsque les tentatives d'alliance avec les socialistes échouèrent (que ce soit en Italie ou à l'échelle européenne, comme dans le cas des pourparlers avec Vodovosoff ), le projet était menacé. Kochnitzky était conscient de ces problèmes et liait explicitement le destin de la ligue à la situation politique à Fiume : « Je sais très bien, déclare-t-il au commandant le 29 mars, que « nous pouvons rencontrer de graves difficultés, compte tenu de la situation intérieure à Fiume et les nombreuses expulsions d'éléments ouvriers. . ." .
La ligue fut sérieusement menacée par les événements du début avril 1920 et, à Pâques, les messages de Kochnitzky à D'Annunzio étaient teintés d'appréhension. Le jour de Pâques, il écrit :  "J'espère que la Ligue de Fiume ne donnera pas au monde le spectacle grotesque de la « Société des Nations : impuissance et indécision." Mais les plans du poète belge ne purent survivre au choc de la première quinzaine d'avril, et la Ligue de Fiume disparut lentement, du moins sous la forme que Kochnitzky l'avait conçue.

## Peuples représentés
Avec des aspirations véritablement mondiales, la Ligue de Fiume visait à fédérer l'ensemble :
I. - Représentants des peuples opprimés : Fiume, les Iles, la Dalmatie, l'Albanie, l'Autriche allemande, le Monténégro, la Croatie, les irrédentistes allemands alors en Pologne, la Tchéco-Slovaquie, la France et l'Italie (avec réserves : autonomie) et la Pseudo-Ligue des Nations, la Catalogne, Malte, Gibraltar, l'Irlande, les Flamands. Il était question hors d'Europe du Maroc, de l'Algérie, de la Tunisie, de la Libye, de l'Egypte, de la Syrie, de la Palestine, de la Mésopotamie, de l'Inde, de la Perse, de l'Afghanistan, de l'Inde, de la Birmanie, de la Chine, de la Corée, des Philippines,de Hawaï, du Panama, de Cuba et de Porto Rico, pour la plupart sous contrôle colonial occidental. La question des races opprimées était aussi abordée, par le biais des Chinois de Californie, des Noirs d'Amérique et des Juifs.
II. – Représentants des pays injustement lésés par le Traité de Versailles : Russie, Roumanie, Belgique, Portugal, Siam, Allemagne, Bulgarie, Turquie, Saint-Siège.
III. – Délégations de partis et groupes sympathisants du « Fumanisme », principalement italiens, français, anglais et américains.

### Irlande
En 1919, la république révolutionnaire d'Irlande est fondée. D'Annuzio et d'autres ont offert des armes à la république d'Irlande en échange d'une déclaration de soutien du Dail Eireann (Parlement irlandais). Les Irlandais ont refusé car ils pensaient que cela nuirait à leur objectif à long terme car ils avaient besoin du soutien de l'Amérique et du Vatican, entre autres.